# グラティア (小惑星)
グラティア (424 Gratia) は、小惑星帯の大きな小惑星である。
オーギュスト・シャルロワがニースで発見し、ローマ神話の美と優雅の女神グラティア（ギリシア神話のカリスと同一）にちなんで名づけられた。